# Грін-Айленд (Нью-Йорк)
Грін-Айленд (англ. Green Island) — селище (англ. village) в США, в окрузі Олбані штату Нью-Йорк. Населення — 2934 особи (2020).

## Демографія
Згідно з переписом 2010 року, у місті мешкало 2620 осіб у 1286 домогосподарствах у складі 592 родин. Було 1408 помешкань
Расовий склад населення:
| - 89,2 % — білих - 5,0 % — чорних або афроамериканців - 1,8 % — азіатів - 0,5 % — корінних американців |

До двох чи більше рас належало 2,8 %. Частка іспаномовних становила 3,3 % від усіх жителів.
За віковим діапазоном населення розподілялося таким чином: 18,5 % — особи молодші 18 років, 66,7 % — особи у віці 18—64 років, 14,8 % — особи у віці 65 років та старші. Медіана віку мешканця становила 38,9 року. На 100 осіб жіночої статі у місті припадало 89,7 чоловіків;  на 100 жінок у віці від 18 років та старших — 91,5 чоловіків також старших 18 років.
Середній дохід на одне домашнє господарство  становив 60 806 доларів США (медіана — 49 875), а середній дохід на одну сім'ю — 71 127 доларів (медіана — 58 654). Медіана доходів становила 42 583 долари для чоловіків та 40 540 доларів для жінок. За межею бідності перебувало 8,5 % осіб, у тому числі 3,1 % дітей у віці до 18 років та 2,9 % осіб у віці 65 років та старших.
Цивільне працевлаштоване населення становило 1463 особи. Основні галузі зайнятості: освіта, охорона здоров'я та соціальна допомога — 27,2 %, публічна адміністрація — 12,0 %, мистецтво, розваги та відпочинок — 9,6 %, роздрібна торгівля — 9,5 %.